# Merodon minutus
Merodon minutus là một loài ruồi trong họ Ruồi giả ong (Syrphidae). Loài này được Strobl mô tả khoa học đầu tiên năm 1893. Merodon minutus phân bố ở vùng Cổ Bắc giới